# São José do Pântano
 (mai 2021).
 (novembre 2022).
Le contenu est difficilement compréhensible vu les erreurs de traduction, qui sont peut-être dues à l'utilisation d'un logiciel de traduction automatique.
São José do Pântano est un district de Pouso Alegre, situé à une distance moyenne de 18 kilomètres. Il a une zone essentiellement rurale.
Il reçoit des services de ramassage des ordures et de transports en commun, ainsi que des services d'eau et d'assainissement et de distribution d'électricité.
La production de fraises est le fleuron de l'économie locale.
Il y a environ 3 000 habitants dans et autour du district.
Les origines de São José do Pântano remontent au 1918 pendant la grippe espagnole.